# Eresós
Eresós (en grec moderne : Ερεσός) est une ville de l'île de Lesbos, en Grèce. Depuis 2019, elle est rattachée au dème de Lesbos-Ouest à la suite de la suppression du dème unique de Lesbos dans le cadre du programme Clisthène I.
Elle est l'une des deux villes, avec Mytilène, à prétendre être le lieu de naissance de la poétesse Sappho.
Les philosophes Théophraste, élève et successeur d’Aristote, et son condisciple Phanias, sont nés à Eresós également.